# Roman Steindl
Roman Steindl (Sankt Pölten, 1948. december 7. –) osztrák nemzetközi labdarúgó-játékvezető. Polgári foglalkozása utazás szervező.

## Pályafutása

### Nemzeti játékvezetés
1982-ben lett az I. Divízió (Bundesliga) játékvezetője. Az aktív nemzeti játékvezetéstől 1995-ben vonult vissza.
Első divíziós mérkőzéseinek száma: 196.

#### Nemzeti kupamérkőzések
Vezetett Kupa-döntők száma: 1.

##### Osztrák Kupa
| Időpont         | Helyszín             | Mérkőzés típusa | Mérkőzés                      | Eredmény | Nézők száma |
| --------------- | -------------------- | --------------- | ----------------------------- | -------- | ----------- |
| 1990. május 12. | Práter Stadion, Bécs | döntő           | FK Austria Wien–SK Rapid Wien | 3 – 1    | 16 000      |

### Nemzetközi játékvezetés
Az Osztrák labdarúgó-szövetség Játékvezető Bizottsága (JB) terjesztette fel nemzetközi játékvezetőnek, a Nemzetközi Labdarúgó-szövetség (FIFA) 1988-tól tartotta nyilván bírói keretében. A FIFA JB központi nyelvei közül a németet beszéli. Több nemzetek közötti válogatott és klubmérkőzést vezetett, vagy működő társának partbíróként segített. Az aktív nemzetközi játékvezetéstől 1993-ban búcsúzott.

#### Európa-bajnokság
A női európai labdarúgó torna döntőjéhez vezető úton NSZK rendezte az 1989-es női labdarúgó-Európa-bajnokságot, ahol az UEFA JB játékvezetőként foglalkoztatta.

##### 1989-es női labdarúgó-Európa-bajnokság

###### Selejtező mérkőzés
| Időpont          | Helyszín               | Mérkőzés típusa           | Mérkőzés           | Eredmény | Nézők száma |
| ---------------- | ---------------------- | ------------------------- | ------------------ | -------- | ----------- |
| 1988. június 11. | Városi Stadion, Zürich | előselejtező (3. csoport) | Svájc–Magyarország | 3 – 0    | 1200        |

## Sportvezetőként
Aktív pályafutását befejezve a nemzeti játékvezetők ellenőreként szolgált.

## Magyar vonatkozás
| Időpont              | Helyszín                    | Mérkőzés típusa              | Mérkőzés            | Eredmény | Nézők száma |
| -------------------- | --------------------------- | ---------------------------- | ------------------- | -------- | ----------- |
| 1992. szeptember 23. | Üllői úti Stadion, Budapest | felkészülési (668. mérkőzés) | Magyarország–Izrael | 0 – 0    | 3000        |